# Новая Флорицоя
Новая Флорицоя (рум. Floriţoaia Nouă, Флорицоая-Ноуэ) — село в Унгенском районе Молдавии. Наряду с сёлами Старая Флорицоя и Грозаска входит в состав коммуны Старая Флорицоя.

## География
Село расположено на высоте 63 метров над уровнем моря.

## Население
По данным переписи населения 2004 года, в селе Флорицоая Ноуэ проживает 435 человек (202 мужчины, 233 женщины).
Этнический состав села:
| Национальность | Число жителей | Процентный состав |
| -------------- | ------------- | ----------------- |
| молдаване      | 391           | 89.89             |
| украинцы       | 40            | 9.2               |
| румыны         | 3             | 0.69              |
| русские        | 1             | 0.23              |
| Всего          | 435           | 100%              |